# Jacques Anouma
Jacques Anouma (* 11. Dezember 1951 in Abidjan, Elfenbeinküste) ist ein ivorischer Fußballfunktionär.
2002 wurde er Präsident des ivorischen Fußballverbandes. Von 2007 bis 2015 war er Mitglied des FIFA-Exekutivkomitees. Er wurde von der Confédération Africaine de Football  im Februar 2011 für eine zweite Vier-Jahres-Periode bis 2015 wiedergewählt.